# Bouzov
Bouzov (Hanna-dialect: Bózov en Duits: Busau) is een Moravische gemeente in de regio Olomouc, en maakt deel uit van het district Olomouc. Bouzov telt 1564 inwoners (2023). In de gemeente bevindt zich het kasteel Bouzov. Naast plaats Bouzov zelf liggen ook de plaatsen Bezděkov, Blažov, Doly, Hvozdečko, Jeřmaň, Kadeřín, Kovářov, Kozov, Obectov, Olešnice, Podolí, Svojanov binnen de gemeentegrenzen.

## Geschiedenis
- 1317 – De eerste schriftelijke vermelding van Bouzov.[1]
- 1961 – De gemeente Bezděkov wordt door de gemeente Bouzov geannexeerd.
- 1976 – De gemeente Kozov, inclusief het dorp Blažov, wordt door de gemeente Bouzov geannexeerd.[2]

## Aanliggende gemeenten
| Aangrenzende gemeenten                           | Aangrenzende gemeenten | Aangrenzende gemeenten | Aangrenzende gemeenten | Aangrenzende gemeenten |
| ------------------------------------------------ | ---------------------- | ---------------------- | ---------------------- | ---------------------- |
| Pavlov                                           |                        | Loštice                |                        | Palonín                |
|                                                  |                        |                        |                        |                        |
| Vranová Lhota (Pardubice), Hartinkov (Pardubice) | Bílá Lhota, Slavětín   |                        |                        |                        |
|                                                  |                        |                        |                        |                        |
| Vysoká (Pardubice)                               |                        | Ludmírov, Hvozd        |                        | Luká                   |